# Dvärsätt
Dvärsätt est une localité suédoise située dans la commune de Krokom, dans le Comté de Jämtland. Dvärsätt est situé sur les bords du lac Storsjön et du fleuve Indalsälven. Dvärsätt se trouve à environ 16 km  d'Östersund, sur la Mittbanan, la ligne de chemin de fer du réseau ferroviaire suédois entre Sundsvall et Storlien. Dvärsätt est situé dans la paroisse de Rödön.